# 土屋健 (サイエンスライター)
土屋 健（つちや けん）は、埼玉県生まれの日本のサイエンスライター。オフィスジオパレント代表。修士（理学）（金沢大学）、日本地質学会・日本古生物学会会員。恐竜を中心とした 古生物に関する著書を多数執筆し、地質学・古生物学に関わる「裾野を広げる活動」を行っている。

## 略歴
｢恐竜少年｣であった高校2年次に、手取層群近くに位置する金沢大学への進学を決意する。1997年に金沢大学理学部地球科学科に入学。長谷川卓研究室において古生物学を学ぶ。2003年金沢大学大学院自然科学研究科博士前期課程修了。㈱ニュートンプレスに入社、ニュートン編集室に勤務する。
※上記経歴は本HPを参照。
2011年に同社を退社し、翌年の2012年にオフィスジオパレオントを設立。現在に至る。

## 著書
- 『世界の恐竜MAP 驚異の古生物をさがせ!』 （エクスナレッジ）
- 『ザ・パーフェクト―日本初の恐竜全身骨格発掘記: ハドロサウルス発見から進化の謎まで』 （誠文堂新光社）
- 『「もしも?」の図鑑 古生物の飼い方』 （実業之日本社）
- 『「もしも?」の図鑑 恐竜の飼い方』 （実業之日本社）
- 『古第三紀・新第三紀・第四紀の生物 下巻』 （技術評論社）
- 『古第三紀・新第三紀・第四紀の生物 上巻』 （技術評論社）
- 『白亜紀の生物 下巻』 （技術評論社）
- 『白亜紀の生物 上巻』 （技術評論社）
- 『ジュラ紀の生物』 （技術評論社）
- 『三畳紀の生物』 （技術評論社）
- 『石炭紀・ペルム紀の生物』 （技術評論社）
- 『デボン紀の生物』 （技術評論社）
- 『オルドビス紀・シルル紀の生物』 （技術評論社）
- 『エディアカラ紀・カンブリア紀の生物』 （技術評論社）
- 『ティラノサウルスはすごい』 （文春新書）
- 『WONDA 大昔の生きもの』 （ポプラ社）
- 『大人のための「恐竜学」』 （祥伝社新書）
- 『リアルサイズ古生物図鑑』（技術評論社）
- 『恐竜大絶滅』（岩波新書）

ほか。

### その他
- 君はスキノサウルス（漫画：関口太郎、『月刊少年マガジン』2022年2月号[1] - 連載中） - 協力